# Carlos Vaz Ferreira

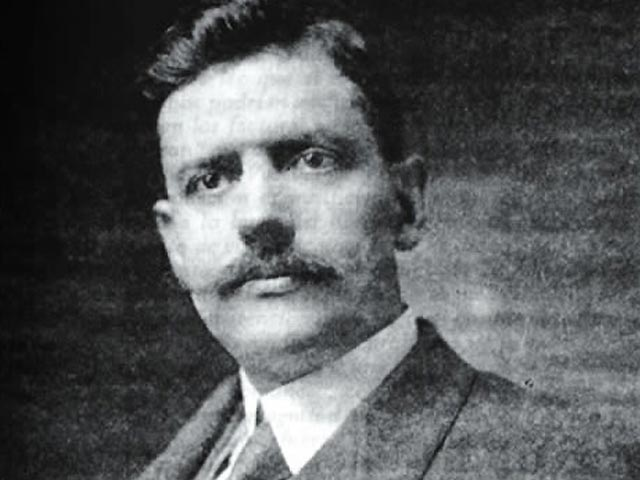
Carlos Vaz Ferreira

Carlos Vaz Ferreira (* 15. Oktober 1872 in Montevideo; † 3. Januar 1958) war ein uruguayischer Philosoph, Rechtsanwalt und Schriftsteller.

## Leben und Wirken
Vaz Ferreira war von 1928 bis 1930 Rektor der Universidad de la República, der größten Universität Uruguays. Aus gesundheitlichen Gründen musste er sich von diesem Amt zurückziehen. 1935 wurde er jedoch erneut einstimmig zum Rektor gewählt und hatte diese Funktion bis 1941 inne. In dieser Zeit kämpfte er offen für die Unabhängigkeit der Universität während der Diktatur Gabriel Terras. Seit der Gründung der Facultad de Humanidades y Ciencias de la Educación 1945 bis 1949 war er auch Dekan dieser Fakultät. 1952 bis 1958 folgten zwei weitere Amtszeiten in dieser Position.
Er war der ältere Bruder der Schriftstellerin María Eugenia Vaz Ferreira.

## Werke

### Bücher
- Curso expositivo de Psicología elemental (1987)
- Ideas y Observaciones (1905)
- Los problemas de la libertad (1907)
- Conocimiento y acción (1908)
- Moral para los intelectuales (1908)
- El Pragmatismo (1909)
- Lógica viva (1910)
- Lecciones de pedagogía y cuestiones de enseñanza (1918)
- Sobre la propiedad de la tierra (1918)
- Sobre los problemas sociales (1922)
- Sobre feminismo (1933)
- Fermentario (1938)
- La actual crisis del mundo (1940)

### Essays
- Ideas sobre la estética evolucionista (1896)
- Psicología (1897)
- Sobre la percepción métrica (1920)
- Estudios pedagógicos (1921)
- Trascendentalizaciones matemáticas ilegítimas y falacias correlacionadas (1963)
- Sobre enseñanza de la filosofía (1963)
- Enseñanza de las ciencias experimentales (1963)
- Tres filósofos de la vida (1965)